# لويغي رنا
لويغي رنا (بالإيطالية: Luigi Rana)‏ (6 نوفمبر 1986 في إيطاليا - ) هو لاعب كرة قدم إيطالي في مركز الهجوم. لعب مع نادي باري وManfredonia Calcio ‏ وVigor Lamezia ‏ وAS Melfi ‏ وASD Barletta 1922 ‏ وValenzana Mado ‏ وASD Martina Calcio 1947 ‏ وإيه إس نويكاتارو وFidelis Andria 2018 ‏ وإيه جي نوسرينا 1910 ‏ وACD Nardò ‏ وPaganese Calcio 1926 ‏ وASD Città di Gallipoli ‏.

## وصلات خارجية
- لويغي رنا على موقع قاعدة بيانات كرة القدم.إي يو (الإنجليزية)
- لويغي رنا على موقع Soccerway.com (الإنجليزية)
- لويغي رنا على موقع عالم كرة القدم.نت (الإنجليزية)
- لويغي رنا على موقع GSA (الإنجليزية)